# 가자와촌
가자와촌(金沢村)은 이와테현 니시이와이군에 설치되었던 촌이다. 현재의 이치노세키시에 해당한다.